# پائولو گناری
پائولو گناری (انگلیسی: Paolo Gennari؛ ۱۱ سپتامبر ۱۹۰۸ – ۲۹ ژانویهٔ ۱۹۶۸) قایقران روئینگ اهل ایتالیا بود.
وی در مسابقات کشوری و بین‌المللی در مجموع برندهٔ ۱ مدال طلا، ۱ مدال برنز شده‌است.